# 子宮卵管造影検査
子宮卵管造影検査（卵管造影検査、Hysterosalpingography、HSG）は、不妊治療において必須検査項目としてあげられるレントゲンを使った子宮と卵管の検査である。 これは、子宮と卵管の通り具合を検査するための造影剤を使った特別なレントゲン撮影である。 子宮口からカテーテルを入れ、子宮頸管を通って子宮まで差し込み、バルーンを膨らませて固定する。その後、造影剤を流し込み、レントゲンを撮影する。 正常な場合は、子宮内が造影剤で満たされ、卵管から造影剤が抜け出されることが確認できる。 卵管が正常であることを確認するには、腹腔内へ造影剤が流れ込んでいる様子を見る必要がある。 卵管が閉塞している場合は、不妊症の治療に重要な役割を果たす。

## 検査手順
検査にはレントゲン撮影が必須となる。そのため、生理周期の卵胞期（排卵前）に行う。妊娠中は禁忌である。 子宮奇形、アッシャーマン症候群、卵管閉塞症、骨盤内炎症性の診断に役立ち、不妊症の女性の検査で広く使用されている。この検査を実施すると、妊娠する可能性が増加すると言われている。その理由は、流し込まれた造影剤の圧力によって、閉塞されていた卵管が広がるからとされている。 
検査するには、カテーテルを子宮まで差し込み、造影剤を子宮内に注入して行う。卵管が開通している場合は、造影剤が卵管を通って腹腔内に流れ込む。 これにより、卵管が開通しているか、閉塞しているか、または、閉塞している場合はどの部分（卵管口か、卵管の末端かどうか）で閉塞しているのか判別できる。 
一般的に子宮卵管造影検査は造影剤を卵管に通す際に痛みを伴うため、検査の前にジクロフェナク座薬などの鎮痛座薬を投与して痛みを軽減させることが多い。 また、検査による感染のリスクを減らすために、抗生物質が処方される。 

## 具体的な検査手順
1. 痛みを緩和させるため、検査実施の30分以上前にジクロフェナク座薬などの鎮痛座薬を投与する
2. 膣へクスコなどの膣鏡を挿入し、外子宮口が十分に確認できるまで大きく開く
3. 子宮への感染リスクを減らすために膣を消毒をする[6]
4. カテーテルによって外子宮口がずれるのを防ぐために子宮腟部鉗子で把持して固定する
5. ヒスキャスなどのカテーテルを外子宮口から差し込み、子宮頸管を通り、子宮まで到達させる
6. カテーテルが通らない場合は、子宮ゾンデやラミナリア桿を使い、子宮頸管を拡張させる[7]
7. カテーテルが子宮まで到達したら造影剤を流す
8. レントゲンを撮り、子宮と卵管を通って腹部へ造影剤が流れ込んでいるか調べる[8]

## 治療上の利点
卵管造影検査は子宮と卵管の通りを確認するだけと思われがちだが、不妊治療において、治療上の利点もある。 また、油性と水性の2種類の造影剤があり、油性を使用すると、妊娠率が水性と比較して約10％増加する。この効果は、レントゲン検査自体の効果ではなく、油性の造影剤による卵管の洗浄効果によるものと考えられている。 

## 禁忌
妊娠中の女性に対して、この子宮卵管造影検査を実施してはいけない。 合併症には、感染症、造影剤によるアレルギー反応、造影剤が血管内に入り込む恐れ、また、油性の造影剤の場合に限って、卵管の閉塞形成が含まれる。 